# Аббас Аббас
Аббас Абубакар Аббас (англ. Abbas Abubakar Abbas) (нар. 14 травня 1996) — бахрейнський легкоатлет нігерійського походження, спринтер, чемпіон Азії в змішаній естафеті 4×400 метрів (2019).
На чемпіонаті світу-2019 спортсмен здобув бронзову нагороду в змішаній естафеті 4×400 метрів.